# النجيلة (مركز)
مركز النجيلة، مركز إداري مصري. يقع في محافظة مطروح الواقعة في جمهورية مصر العربية. يضم المركز مدينة النجيلة و قريتان.